# The Ghost and the Darkness
The Ghost and the Darkness is een Amerikaanse avonturenthriller uit 1996 van regisseur Stephen Hopkins met Val Kilmer en Michael Douglas in de hoofdrollen. De film werd grotendeels opgenomen in Zuid-Afrika in plaats van Kenia, waar het verhaal zich afspeelt, om fiscale redenen.

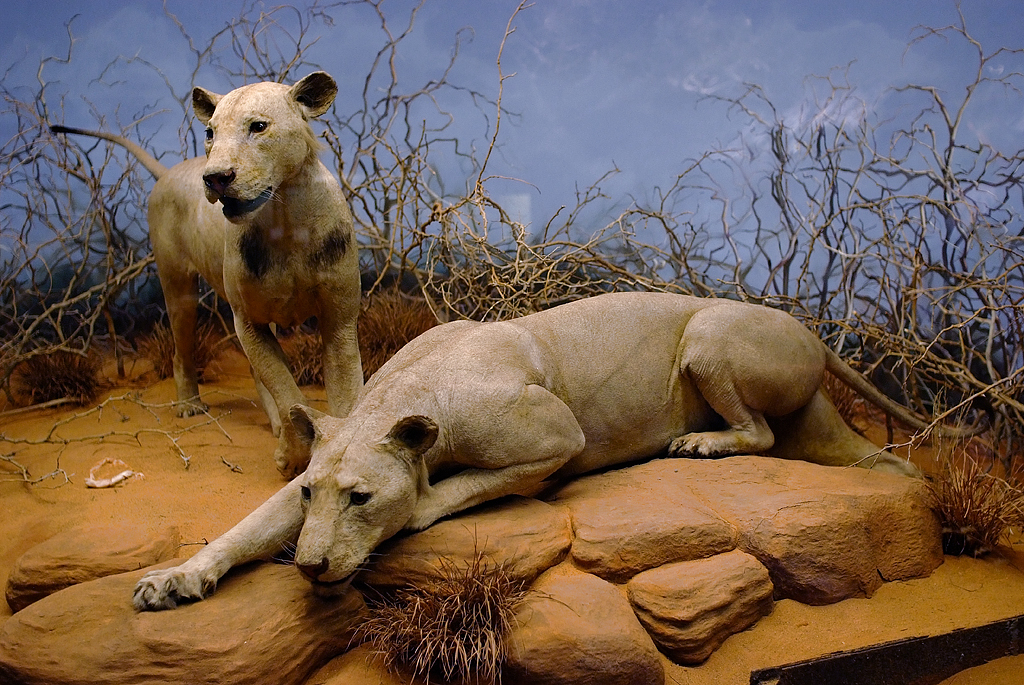
De twee leeuwen opgezet in het Field Museum of Natural History.

Het verhaal is gebaseerd op het boek The Man-Eaters of Tsavo van John Henry Patterson dat vertelt over Pattersons belevenissen in Kenia toen hij daar in 1898 naartoe werd gestuurd om een brug over de Tsavo te bouwen voor de spoorweg die het binnenland van Kenia moest ontsluiten. Twee leeuwen terroriseerden de arbeiders en werden door hen "de geest" en "de duisternis" genoemd. Patterson opende de jacht op de dieren en kon ze uiteindelijk doden. Ze zijn thans tentoongesteld in het Field Museum of Natural History in Chicago. Het personage Charles Remington, die Patterson in de film bijstaat, is geheel fictief.
The Ghost and the Darkness werd op gemengde kritieken onthaald. Op de beoordelingssite Rotten Tomatoes scoort de film 50%. Val Kilmer werd genomineerd voor een Golden Raspberry Award als slechtste acteur. Daartegenover kreeg de film wel een Academy Award voor beste geluidsmontage.

## Verhaal
In 1898 vraagt Robert Beaumont, de belangrijkste financier van een spoorwegproject in Tsavo, Kenia, de expertise van luitenant-kolonel John Henry Patterson, een Anglo-Ierse Britse militair ingenieur, om het project op schema te krijgen. Patterson krijgt de opdracht om binnen de vijf maanden een brug te bouwen over de Tsavorivier. Patterson reist van Londen naar Tsavo en belooft zijn vrouw Helena dat hij de brug zal voltooien en op tijd terug zal zijn voor de geboorte van hun kind. Bij zijn aankomst in Tsavo ontmoet hij de Britse opzichter Angus Starling, de Keniaanse voorman Samuel en dokter David Hawthorne. Hawthorne informeert Patterson over een recente leeuwaanval die gevolgen heeft gehad voor de onderneming.
Diezelfde nacht doodt Patterson de naderende leeuw met één enkel schot, waardoor hij het respect van de arbeiders verdient en hen in staat stelt hun activiteiten veilig te hervatten. De bouw van de brug verloopt voorspoedig, maar zeven weken later wordt Mahina, de bouwvoorman, uit zijn tent gesleurd. Bij zonsopgang wordt zijn verminkte lichaam teruggevonden en Patterson probeert 's nachts opnieuw om de leeuw te doden die Mahina heeft opgegeten, maar 's morgens krijgt hij van Starling te horen dat het lijk van een tweede arbeider is gevonden aan het andere uiteinde van het kamp.
Patterson neemt het advies van Samuel ter harte en laat de arbeiders een barrière van doornstruiken rond de tenten bouwen om te voorkomen dat leeuw binnendringt. Enkele dagen later, op klaarlichte dag, valt een leeuw het kamp aan en doodt een andere arbeider. Terwijl Patterson, Starling en Samuel de leeuw in het nauw drijven terwijl hij zich tegoed doet aan het lichaam, springt een andere leeuw op hen vanaf het dak van een gebouw, waarbij hij Starling doodt en Patterson verwondt aan de linkerarm. Patterson probeert ze neer te schieten, maar beide leeuwen ontsnappen. Samuel stelt dat er nog nooit twee menseneters zijn geweest, het zijn altijd eenzame jagers geweest.
De arbeiders, geleid door Abdullah, beginnen zich tegen Patterson te keren en als gevolg daarvan komt de voortgang van de brug tot stilstand. Patterson vraagt soldaten uit Engeland als bescherming, maar dat wordt hem geweigerd. Tijdens een kort bezoek aan de werf dreigt Beaumont Patterson dat, als zijn opdracht niet op tijd wordt afgerond, hij zijn reputatie zal verwoesten. Beaumont kondigt ook aan dat hij contact zal opnemen met de beroemde jager Charles Remington om Patterson te helpen bij het elimineren van leeuwen vanwege zijn eerder mislukte pogingen.
Korte tijd later bereikt Remington Tsavo met het gezelschap van een groep Masaikrijgers, die de leeuwen "de Geest" en "de Duisternis" noemen. Remingtons eerste poging om een leeuw in een struikgewas te vangen mislukt wanneer het geleende wapen van Patterson vastloopt. De Masai besluiten te vertrekken, afgeschrikt door de leeuwen, maar Remington besluit te blijven. Hij bouwt een nieuwe ziekenhuistent voor de zieke en gewonde arbeiders en lokt de leeuwen met delen van dieren en bloed naar het verlaten gebouw. De menseneters trappen schijnbaar in de val, maar wanneer Remington en Patterson op hen schieten, trekken ze naar het nieuwe ziekenhuis, waarbij ze veel arbeiders en Hawthorne afslachten.
Abdullah en het merendeel van de arbeiders vertrekken en laten Patterson, Remington en Samuel achter. De eerste twee lokaliseren het hol van de dieren en ontdekken de botten van tientallen slachtoffers, waardoor Remington tot het besef komt dat de leeuwen zich gedragen alsof ze louter voor de sport doden. Terug in het kamp zet Patterson die avond een jachtopstelling op een open plek op en lokt een van de leeuwen naar zijn positie met een baviaan als aas. Het plan loopt mis nadat Patterson van de stelling valt, maar Remington slaagt erin de leeuw te doden voordat hij op Patterson kan springen. Remington, Patterson en Samuel brengen de rest van de nacht door met drinken en feesten, maar de volgende ochtend wordt Patterson wakker en ontdekt dat de overgebleven leeuw Remington uit zijn tent heeft gesleurd en heeft verslonden terwijl hij en Samuel sliepen.
De twee mannen cremeren de stoffelijke resten van Remington en verbranden het hoge gras rondom het kamp, waardoor de overlevende leeuw naar de val wordt gedreven die ze daar hebben gezet. Het lokt hen in een hinderlaag op de gedeeltelijk gebouwde brug en, na een lange achtervolging, weet Patterson de leeuw uiteindelijk neer te schieten met een geweer dat Samuel vanuit een nabijgelegen boom naar hem heeft gegooid. Abdullah en de arbeiders keren terug en de brug raakt op tijd klaar. Patterson herenigt zich met zijn vrouw en ontmoet zijn pasgeboren zoon.

## Rolverdeling
| Acteur          | Personage                    |
| --------------- | ---------------------------- |
| Val Kilmer      | kolonel John Henry Patterson |
| Michael Douglas | Charles Remington            |
| Tom Wilkinson   | Robert Beaumont              |
| John Kani       | Samuel                       |
| Bernard Hill    | dokter David Hawthorne       |
| Brian McCardie  | Angus Starling               |
| Emily Mortimer  | Helena Patterson             |
| Om Puri         | Abdullah                     |
| Henry Cele      | Mahina                       |